# Knightskater – Ritter auf Rollerblades
Knightskater – Ritter auf Rollerblades ist eine US-amerikanische Filmkomödie aus dem Jahr 1995. Die Literaturverfilmung basiert lose auf dem Roman Ein Yankee am Hofe des Königs Artus von Mark Twain.

## Handlung
Merlin sucht einen würdigen Krieger, der sich Excalibur würdig erweisen soll, um die Probleme seiner Zeit zu lösen. Unglücklicherweise wird dabei Calvin Fuller, ein unsicherer Jugendlicher, der zuvor in einem Baseballspiel durch ein Strikeout raus musste, mit Hilfe eines Erdbebens durch einen Spalt in die Vergangenheit transportiert. Nachdem er durch Zufall den schwarzen Ritter überwältigt hat, wird er auf der Flucht von den Wachen Arthurs geschnappt und in dessen Saal gebracht, wo sich Arthur für die Rettung seiner wertvollen Schatulle bedanken will. Doch Lord Belasco, dem der Neuankömmling überhaupt nicht gefällt, beschuldigt Calvin, ein Spion zu sein, weswegen er ihn zu einem Duell herausfordert. Dank seines CD-Players und lauter Rockmusik gewinnt Calvin das Duell, sodass er im Schloss bleiben darf. Er erhält ein Gemach und Besuch von Prinzessin Katey, die ihm durch einen Geheimgang den Weg zu Merlins alten Räumen zeigt. Merlin selbst existiert nur noch in einem Zauberbrunnen und erklärt Calvin, dass er Arthur wieder auf seinen Pfad helfen soll, damit sich Calvin seine Rückreise verdienen kann.
Es folgt ein Kampftraining, bei dem Calvin erfährt, dass ein Turnier ausgesprochen wurde, der den Sieger und somit auch den zukünftigen Ehemann von Prinzessin Sarah ermitteln soll, damit das Erbe von Camelot abgesichert sei. Anschließend besucht er den Schmied, um sich ein zweites Paar Rollerblades herstellen zu lassen, damit er mit Katey durch das Schloss skaten kann. Derweil bittet Belasco um die Hand Sarahs und ist wütend darüber, dass die Entscheidung in einem Turnier ausgetragen wird, sodass er Calvin aufsucht, um sich erneut mit ihm zu duellieren. Doch ein  kräftiger Karatetritt in seine Weichteile beendet den Kampf siegreich für Calvin. Sarah will Belasco nicht heiraten, da sie in jemand anderes verliebt ist, der allerdings nicht ihrem Stand entspricht. Es ist Master Kane, der sich immer wieder heimlich mit Prinzessin Sarah treffen muss. Ansonsten trainiert er Calvin für das Turnier.
Als Calvin sich beinahe beim Lanzentraining verletzt, traut er sich Katey zu küssen, die, darüber brüskiert, davonläuft. Nachdem er bereits für sie kochte, hat Calvin beim Schmied ein Mountainbike in Auftrag gegeben, auf das er sie zum Picknick mit nimmt. Dabei erleben sie in einem Dorf in der Provinz, wie der Schwarze Ritter als Held gefeiert wird, nachdem er Nahrung für die Bauern besorgte. Sie wundern sich, dass dieser bejubelt wird, gingen sie doch davon aus, dass es sich um einen Bösen handeln würde. Sie kehren zum Schloss zurück, wo Katey ihn küsst und kurz darauf als Geisel genommen wird. Belasco braucht ein Druckmittel, um Sarah heiraten zu können. Er schiebt Calvin die Schuld zu und meldet König Arthur, dass dieser seine Tochter ermordet hätte. Doch Arthur ist längst im Bilde und hift Calvin bei der Flucht aus dem Schloss. Beide machen sich auf, Katey aus ihrem Verlies zu befreien. Dank eines modernen Schweizer Taschenmessers, Karate und Excalibur können sie die Wachen Belascos besiegen. Dafür wird Calvin von Arthur zum Ritter geschlagen.
Mit der rechtzeitigen Ankunft auf Camelot, sagt Sarah Belasco ab, seine Ehefrau zu werden. Dieser sucht nun im anschließenden Turnier sein Heil, ihre Hand, und somit auch Camelots Zukunft, zu gewinnen. Aber Arthur hat das Turnier für jeden freien Mann zugänglich gemacht, weswegen nun auch Master Kane daran teilnehmen kann. Beide sind so erfahrene Lanzenkämpfer, dass sie alle anderen Gegner ausschalten und es zu einem Endkampf zwischen Kane und Belasco kommt. Belasco trifft Kane anschließend hart, sodass er sich als Sieger glaubt. Da Kane aber noch auf seinem Pferd ist, gilt der Kampf nicht als verloren. Calvin sieht nach ihm und muss feststellen, dass Kane ohnmächtig ist, weswegen er sich aufs Pferd setzt, gegen Belasco antritt und ihn vom Pferd stößt, wodurch er ihn besiegt. Aus Wut will Belasco mit einem Messer auf Calvin losgehen und wird gerade noch vom Schwarzen Ritter aufgehalten. Unter dessen Maske befindet sich Prinzessin Sarah, die Kane als Sieger des Turniers zu ihren neuen Ehemann wählt. Belasco wird verbannt und Calvin kann in seine Zeit zurückkehren, kurz vor seinem Strikeout. Dieses Mal hat er allerdings das Selbstbewusstsein, gleich mit dem ersten Wurf einen Home Run zu schlagen.

## Kritik
Der Film habe „nur noch wenig“ mit der Originalgeschichte von Mark Twain zu tun, meinte Caryn James in der New York Times. Der Film sei „träge und lahm“ und „sieht billig aus.“ Außerdem sei der Film einfach nur „schlecht, und zwar im traditionellen Sinn.“
Obwohl das Spiel von Thomas Ian Nicholas „charmant zurückhaltend“ sei, meinte Hal Hinson von der Washington Post, bliebe der Film „blass.“ Nur Malik habe „ein paar schmierige Momente als Bösewicht“ und Winslet würde „für die einzige Überraschung im Film sorgen.“
Das Lexikon des internationalen Films meinte, dass der Film „ein müder Abklatsch bekannter Vorgänger, der Teenager-Drama und Artus-Sage mit herkömmlichen, bisweilen unzureichenden Mitteln kombiniert,“ sei.

## Veröffentlichung
Der Film spielte nach seinem Kinostart am 11. August 1995 etwas mehr als 13 Mio. US-Dollar wieder ein. In Deutschland kam er am 18. Januar 1996 in die Kinos. Seit dem 6. September 1996 ist der Film auf VHS erhältlich.